# 希瑟爾
希瑟尔（德語：Hirzel）是瑞士联邦苏黎世州豪尔根区的已废除市镇，2018年1月1日市镇合并之后是豪尔根的组成部分。希瑟尔面积为9.68平方千米，海拔高度678米，2017年人口数为2158。